# Albert Hawke
Albert Hawke (Kapunda, 3 december 1900 – Adelaide, 14 februari 1986) was de achttiende premier van West-Australië.

## Jonge jaren
Hawke werd in 1900 in Zuid-Australië geboren. Hij was het zesde van zeven kinderen uit het huwelijk van James Hawke, een mijnwerker, en diens echtgenote Elizabeth Ann Blinman Pascoe. Hawke liep tot zijn dertiende school aan de 'Kapunda State School' . Hij ging vervolgens in de leer als klokkenmaker/juwelier.
Hawke werkte in Kapunda, Peterborough en Terowie alvorens als klerk aan de slag te gaan voor een advocaat in Peterburough. In 1916, op vijftienjarige leeftijd, werd Hawke lid van de plaatselijke afdeling van de Australian Labor Party (ALP). Hij nam deel aan activiteiten gericht tegen de dienstplicht.
Op 25 september 1923 huwde hij Mabel Evelyn Crafter in de 'Methodist Church' in West Adelaide. Crafter was eveneens klerk.
Geruggensteund door de ALP won Hawke in 1924 de zetel van het kiesdistrict Burra Burra in het Zuid-Australische parlement, doch verloor de zetel in 1927 alweer.

## West-Australië
Vanaf oktober 1928 werkte Hawke vier jaar lang voor verschillende verkiezingscampagnes van de West-Australische afdeling van de ALP. Hij reisde door heel West-Australië. Hawke maakte naam als een uitzonderlijk goed speechschrijver. In april 1933 werd hij zelf voor het West-Australische parlement verkozen. Hawke won de zetel van het kiesdistrict Northam ten koste van zittend premier James Mitchell. Een premier die zijn zetel verliest is uniek in de West-Australische geschiedenis.
In mei 1936 werd Hawke minister van arbeid en werkgelegenheid in de regering Collier. Tussen 1936 en 1947 was hij in de regeringen Willcock en Wise afwisselend minister van arbeid, werkgelegenheid, openbare werken, industriële ontwikkeling en van watervoorziening. Hawke was een hervormer. In 1937 zorgde hij ervoor dat de voorzitter van de jeugdrechtbank geen advocaat meer hoefde te zijn. Hawke duidde vervolgens een methodistische geestelijke, wiens kerk hij in Northam frequenteerde, op de post aan. Hawke was een christelijk socialist. Zijn broer en oom waren beiden geestelijken.
In 1946 stelde Hawke een ambitieus plan op om het platteland over een oppervlakte van bijna 50.000 km² van watervoorzieningen te voorzien. Dit deed hij met het oog op het verbeteren van de leefomstandigheden op boerderijen en in de dorpen. Het plan werd door het hogerhuis tegengehouden maar een jaar later door een liberaal-nationalistische regering grotendeels uitgevoerd.
Hawke volgde Wise in juli 1951 op als oppositieleider. Hij was een charismatisch en pragmatisch leider en was zelfs door zijn tegenstanders graag gezien. Hawke leidde de ALP op 14 februari 1953 naar een grote verkiezingsoverwinning. Hij werd de achttiende premier van West-Australië, minister van financiën, jeugdwelzijn en industriële ontwikkeling.
Hawke leidde een sociale hervormingsregering. Hij slaagde er in 1954 in een wet te laten goedkeuren die de Aborigines het volwaardig staatsburgerschap toekende. De naoorlogse huisvestingstekorten werden weggewerkt door de bouw van sociale woningen. Staatsbedrijven werden in hun groei geholpen. In augustus 1956 werd met behulp van de 'Country Party' een wet om onethisch winstbejag tegen te gaan goedgekeurd. Hawke keerde zich zowel tegen gewetenloze zakenmannen als tegen de communisten. In de Financial Times werd hij door Halford Reddish socialist genoemd maar journalisten als Rohan Rivett en John Graham zagen hem als een meer gematigd figuur.
Hawke verloor de verkiezingen van 1959, waarschijnlijk door de controverse over zijn houding tegenover de zakenwereld. De partij bleef zes jaar in de oppositie. Op de vooravond van de verkiezingen van 1965 werd Hawke door Joe Chamberlain, de federale secretaris van de ALP, aangevallen. Hawke werd echter na de verkiezingen, die de ALP alweer verloor, toch terug tot partijleider verkozen. In december 1966 gaf hij alsnog zijn ontslag omdat hij voelde dat hij steun verloor. In 1967 verzette hij zich nog publiekelijk tegen de dienstplicht voor jonge Australiërs tijdens de Vietnamoorlog. In 1968 verliet Hawke het West-Australische parlement. Hij keerde in 1974 terug naar Zuid-Australië.

## Nalatenschap
Hawke stierf op 14 februari 1986 in Adelaide. Hij liet een dochter achter. Hawke was de oom van Bob Hawke, Australisch drieênwtintigste premier.
- Australian Dictionary of Biography: hawke-albert-redvers-george-bert-12608